# Article 85 de la Constitution de la Cinquième République française
Article 84 
Abrogé Article 86 
 Abrogé
L'article 85 de la Constitution française prévoyait, avant son abrogation en 1995, une procédure spécifique de révision de la Constitution pour les dispositions concernant le fonctionnement des institutions de la Communauté, structure qui devait réunir la France à ses anciennes possessions coloniales et protectorats.
Il faisait partie du titre XIII, « De la Communauté » (qui portait le numéro XII avant la révision constitutionnelle du 27 juillet 1993), abrogé en 1995.

## Texte
« Par dérogation à la procédure prévue à l'article 89, les dispositions du présent titre qui concernent le fonctionnement des institutions communes sont révisées par des lois votées dans les mêmes termes par le Parlement de la République et par le Sénat de la Communauté.

Les dispositions du présent titre peuvent être également révisées par accords conclus entre tous les États de la Communauté ; les dispositions nouvelles sont mises en vigueur dans les conditions requises par la Constitution de chaque État. »
— Article 85 de la Constitution

Le second alinéa a été ajouté lors de la révision constitutionnelle du 4 juin 1960,.

## Pratique
Cette procédure a été utilisée une seule fois, pour la révision constitutionnelle du 4 juin 1960 tendant à compléter les dispositions du titre XII de la Constitution.

## Abrogation
La Communauté ayant de fait été dissoute peu après sa création, l'article 85 a été abrogé, ainsi que l'ensemble du titre XIII, par la révision constitutionnelle du 4 août 1995.